# 伊皮兰加
伊皮兰加是巴西巴拉那州的一个市镇。总面积927.086平方公里，总人口14542人，人口密度15.7人/平方公里。